# Шум Віталій Олександрович
Віта́лій Олекса́́ндрович Шу́м (нар. 10 грудня 1984 — пом. 16 липня 2014) — солдат Збройних сил України, учасник російсько-української війни.

## Життєпис
Народився 1984 року в місті Іллічівськ. Закінчив Одеський університет внутрішніх справ. Працював охоронцем, зварювальником, а потім — продавцем у торговому центрі. Займався танцями, був чемпіоном України із сучасних танців. На новорічних виставах був Дідом Морозом. Призваний за мобілізацією 12 березня — Віталій і батько мамі про це не повідомили. З батьком разом купували обмундирування — форму, черевики, приціл на кулемет. Кулеметник 1-го механізованого батальйону 28-й окремої механізованої бригади. Охороняв військовий аеродром під Миколаєвом.
В зоні боїв перебував з початку липня 2014-го. Загинув у бою в прикордонному селі Маринівка (Шахтарський район). Колона з 3 БМП заїхала в село і натрапила на російських терористів. У машину Віталія влучив снаряд з танка. Тоді ж загинули старший лейтенант Василь Новак, молодший сержант Андрій Майданюк, солдат Костянтин Ковальчук. Ще семеро вояків зазнали поранень.
Залишились мама Катерина Олексіївна і батько Олександр Шуми.
28 серпня після експертизи ДНК у військкоматі підтвердили, що Віталій загинув. Похований 16 вересня.

## Нагороди
- 15 травня 2015 року — за особисту мужність і героїзм, виявлені у захисті державного суверенітету та територіальної цілісності України, вірність військовій присязі під час російсько-української війни, відзначений — нагороджений орденом «За мужність» III ступеня (посмертно)[1].
- нагороджений медаллю «За оборону рідної держави» (посмертно)[2].

## Вшанування
- На честь Віталія Шума в Чорноморську перейменовано вулицю (колишня Карла Маркса).
- У Чорноморську на честь Героя висадили гай із сакур.
- 8 квітня 2021 року — присвоєно звання «Почесний громадянин міста Черноморська» (посмертно)[2].
- в липні 2020 року «Укрпошта» випустила марку на честь Віталія Шума[3].